# Jessica Pratt
Jessica Pratt (Bristol, 20 giugno 1979) è un soprano inglese naturalizzato australiana.

## Biografia
Nata nel Regno Unito ma cresciuta a Sydney, all'età di otto anni inizia a suonare la tromba, passando dieci anni dopo allo studio del canto col padre Phil, tenore. Dopo aver vinto diversi concorsi di canto in patria nel 2003 si è trasferita in Italia per studiare con Gianluigi Gelmetti presso il Teatro dell'Opera di Roma e presso l'Accademia Nazionale di Santa Cecilia con Renata Scotto. Attualmente continua gli studi vocali con Lella Cuberli a Milano.
Dispone di un timbro luminoso corroborato da una notevole estensione e da una perfetta tecnica virtuosistica, la Pratt è una delle più importanti cantanti, richieste a livello internazionale, per il repertorio belcantistico e barocco.
Si è esibita nei teatri e festivali internazionali tra cui Teatro alla Scala , Teatro Regio di Torino, Teatro San Carlo, il Rossini Opera Festival, Maggio Musicale Fiorentino, Teatro La Fenice, Vienna State Opera, Opernhaus Zurich, Festival Internacional de Opera Alejandro Granda, Perù, Caramoor Belcanto Festiva , Deutsche Opera and The Royal Opera House Covent Garden.  Sotto la direzione di maestri come Daniel Oren, Kent Nagano, Ralf Weikart, Donato Renzetti, Vladimir Ashkenazy, Wayne Marshall, Christian Thielemann, David Parry, Nello Santi and Sir Colin Davis.
Al Wiener Staatsoper debutta nel 2008 come 2. Blumenmädchen/1. Gruppe in Parsifal (opera) diretta da Christian Thielemann.
Al Teatro alla Scala debutta nel 2009 come Daria nella prima di Le convenienze ed inconvenienze teatrali portata anche in trasferta ad Aalborg e nel 2014 è la protagonista in Lucia di Lammermoor.
Al Garsington Opera nel 2010 è Armida (Rossini).
Ha debuttato al Rossini Opera Festival di Pesaro come protagonista in Adelaide di Borgogna nel 2011 trasmessa da Rai 5, è tornata come Amira (Ciro in Babilonia) e per un concerto di belcanto nel 2012 e Zenobia in Aureliano in Palmira nel 2014.
Nel 2011 al Royal Opera House, Covent Garden di Londra debutta come Queen of the Night in Die Zauberflöte diretta da Colin Davis ed alle Terme di Caracalla Gilda in Rigoletto diretta da Donato Renzetti.
Nel 2012 è Gilda in Rigoletto diretta da Daniel Oren con Leo Nucci e Michele Pertusi al Teatro Regio di Parma, Lucia di Lammermoor al Teatro San Carlo di Napoli diretta da Nello Santi con Giacomo Prestia e Claudio Sgura, Cunegonde in Candide (Bernstein) diretta da Wayne Marshall con Adriana Asti al Teatro Costanzi di Roma ed era solista nel Concerto di Capodanno di Venezia diretta da Diego Matheuz per il Teatro La Fenice.
Nel 2013 è Gilda in Rigoletto a Sevilla accanto a Leo Nucci, Amina ne La sonnambula al Teatro Petruzzelli di Bari, Gilda in Rigoletto al Teatro Verdi (Padova), Inès ne L'Africaine con Gregory Kunde a Venezia e Musetta ne La bohème al Teatro Verdi (Salerno).
Nel 2014 è Lucia di Lammermoor al Teatro alla Scala di Milano e con Carlo Rizzi (direttore d'orchestra) ad Amsterdam, Violetta Valéry ne La traviata a Melbourne, Zenobia in Aureliano in Palmira  al Rossini Opera Festival, Donna Anna in Don Giovanni a Venezia e Cleopatra in Giulio Cesare con Sonia Prina e Sara Mingardo al Teatro Regio di Torino. Debutta a Tokyo in un Recital.
Nel 2015 è Giulietta ne I Capuleti e i Montecchi con Sonia Ganassi a Venezia ed Elvira ne I puritani con Rossana Rinaldi all'Opera di Firenze trasmessa da Rai 5 e nuovamente Lucia di Lammermoor per l'allestimento al Teatro dell'Opera di Roma con la regia di Luca Ronconi. Debutta all'Arena di Verona ne Il barbiere di Siviglia. Debutta nei ruoli di Rosina (Verona), Amenaide in Tancredi (Losanna) e Semiramide (Marsiglia, Washington D.C.)
Nell'autunno dello stesso anno è impegnata al Teatro dell'Opera di Firenze, nella stagione autunnale del Maggio Musicale Fiorentino, come protagonista della Lucia di Lammermoor, alternandosi nel ruolo con Sumi Jo.

## Repertorio operistico
| Ruolo                            | Titolo                                   | Autore     |
| -------------------------------- | ---------------------------------------- | ---------- |
| Alaide                           | La straniera                             | Bellini    |
| Giulietta Capuleti               | I Capuleti e i Montecchi                 | Bellini    |
| Amina                            | La sonnambula                            | Bellini    |
| Beatrice di Tenda                | Beatrice di Tenda                        | Bellini    |
| Norma                            | Norma                                    | Bellini    |
| Elvira                           | I puritani                               | Bellini    |
| Cunegonde                        | Candide                                  | Bernstein  |
| Corilla Scortichini              | Le convenienze ed inconvenienze teatrali | Donizetti  |
| Elisabetta                       | Il castello di Kenilworth                | Donizetti  |
| Adina                            | L'elisir d'amore                         | Donizetti  |
| Rosmonda                         | Rosmonda d'Inghilterra                   | Donizetti  |
| Lucia                            | Lucia di Lammermoor                      | Donizetti  |
| Elisabetta I                     | Roberto Devereux                         | Donizetti  |
| Marie                            | La Fille du régiment                     | Donizetti  |
| Linda                            | Linda di Chamounix                       | Donizetti  |
| Norina                           | Don Pasquale                             | Donizetti  |
| Juliette                         | Roméo et Juliette                        | Gounod     |
| La princesse Eudoxie             | La Juive                                 | Halévy     |
| Cleopatra                        | Giulio Cesare in Egitto                  | Händel     |
| La Fée                           | Cendrillon                               | Massenet   |
| Francesca                        | Francesca da Rimini                      | Mercadante |
| Inés                             | L'Africaine                              | Meyerbeer  |
| Aspasia                          | Mitridate, re di Ponto                   | Mozart     |
| Aminta                           | Il re pastore                            | Mozart     |
| Konstanze                        | Die Entführung aus dem Serail            | Mozart     |
| Donna Anna                       | Don Giovanni                             | Mozart     |
| Regina della Notte               | Die Zauberflöte                          | Mozart     |
| Olympia Antonia Giulietta Stella | Les contes d'Hoffmann                    | Offenbach  |
| Musetta                          | La bohème                                | Puccini    |
| Lisinga                          | Demetrio e Polibio                       | Rossini    |
| Amira                            | Ciro in Babilonia                        | Rossini    |
| Sofia                            | Il signor Bruschino                      | Rossini    |
| Amenaìde                         | Tancredi                                 | Rossini    |
| Zenobia                          | Aureliano in Palmira                     | Rossini    |
| Rosina                           | Il barbiere di Siviglia                  | Rossini    |
| Desdemona                        | Otello                                   | Rossini    |
| Armida                           | Armida                                   | Rossini    |
| Adelaide                         | Adelaide di Borgogna                     | Rossini    |
| Bianca                           | Bianca e Falliero                        | Rossini    |
| Semiramide                       | Semiramide                               | Rossini    |
| Contessa di Folleville           | Il viaggio a Reims                       | Rossini    |
| Comtesse Adèle de Formoutiers    | Le Comte Ory                             | Rossini    |
| Matilde                          | Guglielmo Tell                           | Rossini    |
| Zerbinetta                       | Arianna a Nasso                          | Strauss    |
| Donna Isabella                   | La sposa di Messina                      | Vaccaj     |
| Giovanna d'Arco                  | Giovanna d'Arco                          | Verdi      |
| Gilda                            | Rigoletto                                | Verdi      |
| Violetta Valery                  | La traviata                              | Verdi      |
| Fanciulla fiore                  | Parsifal                                 | Wagner     |

## Discografia

### Audio
- Rossini Otello Wildbad (Naxos)
- Vaccai La sposa di Messina Wildbad (Naxos)
- A Guided Tour of the Romantic Era Vol.3 (Naxos)
- Bel Canto Bully (Naxos)

### Video
| Anno | Titolo Ruolo                                    | Cast                                               | Direttore        | Etichetta        |
| ---- | ----------------------------------------------- | -------------------------------------------------- | ---------------- | ---------------- |
| 2011 | Le convenienze ed inconvenienze teatrali Daria  | Vincenzo Taormina, Christian Senn, Aurora Tirotta  | Marco Guidarini  | BelAir Classique |
| 2013 | Adelaide di Borgogna Adelaide                   | Daniela Barcellona, Bodgan Mihahi, Nicola Ulivieri | Dmitri Jurowski  | Unitel Classica  |
|      | Ciro in Babilonia Amira                         | Ewa Podleś, Michael Spyres, Mirco Palazzi          | Will Crutchfield | Unitel Classica  |
|      | La sonnambula Amina                             | Shalva Mukeria, Giovanni Battista Parodi           | Gabriele Ferro   | Unitel Classica  |
| 2015 | Aureliano in Palmira Zenobia                    | Michael Spyres, Lena Belkina, Raffaella Lupinacci  | Will Crutchfield | Unitel Classica  |
| 2016 | Giovanna d'Arco Giovanna                        | Jean-François Borras, Julian Kim                   | Riccardo Frizza  | Dynamic          |
| 2017 | Rosmonda d'Inghilterra Rosmonda                 | Eva Mei, Dario Schmunck, Nicola Ulivieri           | Sebastiano Rolli | Dynamic          |
| 2019 | Elisabetta al castello di Kenilworth Elisabetta | Carmela Remigio, Xabier Anduaga, Stefan Pop        | Riccardo Frizza  | Dynamic          |

## Premi
- Primo Premio Australian Singing Competition [5]
- Vienna State Opera Award 2007 [6]
- La Siola d'Oro 2013 [7]